# موای تای

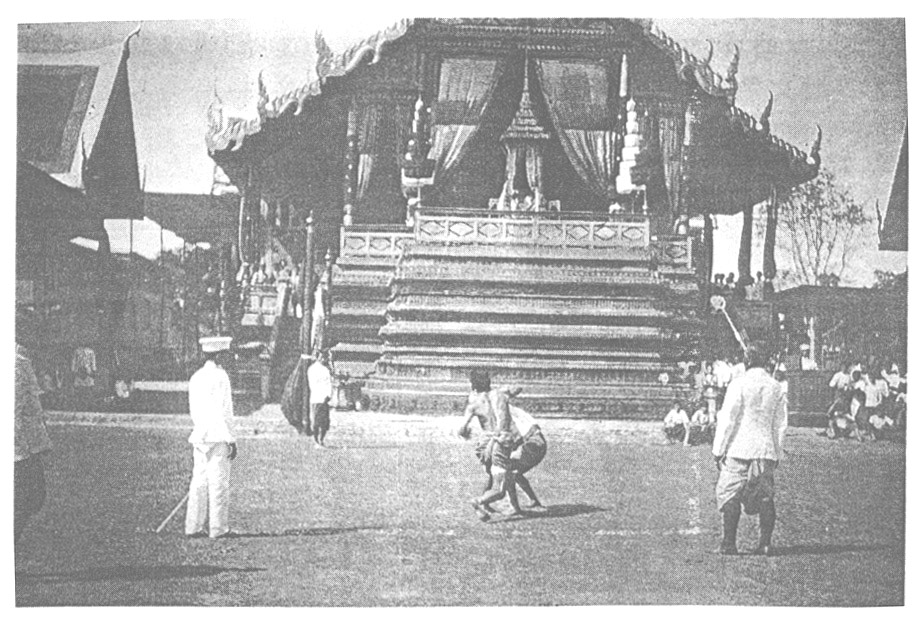
موای‌بوران در زمان پادشاهی «چولالونگ کورن»

موی‌تای (به تایلندی: มวยไทย) به معنی مبارزه تایلندی است، که «موی» به معنی مبارزه و «تای» نیز به‌معنی تایلند می‌باشد. این ورزش رزمی دارای قدمتی بیش از ۲۰۰۰۰ سال در تایلند است. موی‌تای ورزش ملی تایلند و یکی از مهم‌ترین سمبل‌های فرهنگی این کشور است و روز ۱۷ مارس در این کشور روز موی‌تای نامیده می‌شود.
موای‌تای یکی از سبک‌های آزاد ورزش‌های رزمی است، که مبارزات آن در رینگ برگزار می‌شود.
(برای درک بهتر این ورزش رزمی پیشنهاد میشود که فیلم مبارز تایلدی را تماشا کنید)

## پیشینه و قوانین
در یک رقابت تای بوکسینگ، پنج راند سه دقیقه‌ای وجود دارد که بین هر کدام از آن‌ها دو دقیقه استراحت گذاشته می‌شود. بنا به روایتی موی تای در سال ۱۶۵۰ میلادی و در زمانی که پادشاه (Naresuen)، حاکم کشور (Siam) توسط افراد کشور (Burmese) اسیر شد و برای آزادی خود پیشنهادی داد تا با دوازده نفر از قهرمانان رزمی کار این کشور مبارزه کند و آن‌ها را شکست دهد متولد گردید. او با موفقیت، همه این دوازده تن را شکست داد و تبدیل به یک قهرمان ملی گردید و از آن پس مردم کشور (Thais) با افتخار از این قهرمان رزمی کار خود یاد می‌کردند. این هنر رزمی حتی در زمان صلح هم مورد تمرین و آموزش سربازان قرار می‌گرفت و سربازان، بدون اسلحه با یکدیگر می‌جنگیدند و این گونه خود را آماده نگاه می‌داشتند.
در آن زمان، قوانین خاصی برای مبارزات وجود نداشت؛ رزمی‌کاران وزن‌کشی نمی‌شدند و راندی در کار نبود. بوکسورها پابرهنه مبارزه می‌کردند و مشت‌ها و بازوان خود را با طناب پوشانده و به طرز بسیار وحشیانه‌ای به یکدیگر حمله می‌کردند. متدهای آموزشی بسیار گسترده و مختلف بود.

## سرود رسمی موی‌تای
در سال ۲۰۱۱ در جریان مسابقات جهانی موای‌تای که به میزبانی ازبکستان در شهر تاشکند برگزار شد، فدراسیون موای‌تای این کشور آهنگ «We are Muaythai» را پخش کرد که شعر آن به شدت مورد توجه مسئولان فدراسیون بین‌المللی IFMA قرار گرفت، تا جایی که درخواست کردند این آهنگ به عنوان سرود رسمی موای‌تای معرفی شود. این موضوع در سال ۲۰۱۲ طی مراسمی در بانکوک اعلام شد.

هر ساله در تاریخ ۱۷ مارس، تایلند روز «نای خانم تام» را جشن می‌گیرد.

## افسانه موی‌تای
در سال ۱۷۶۷، وقتی که شهر به علت بی کفایتی فرمانروایان آن رو نابودی می‌رفت، ارتش مهاجم برمه یک گروه از ساکنان را محاصره کرده و به اسارت گرفتند، در میان اسرا تعداد زیادی از موای‌تای‌کاران نیز وجود داشتند که توسط مردان برمه‌ای «گونگ سوکی پرا نای» گروه «پوسام تون» در شهر اونگوآ، بازداشت شده بودند.
در سال ۱۷۷۴ در شهر رانگون برمه، لرد حانگرا پادشاه برمه تصمیم گرفت برای یاد بودا جشنی به مدت هفت شبانه روز بر پا کند. همچنین مسابقه بوکسی بین موای‌تای کاران تایلندی و برمه‌ای ترتیب داد که جایزه اش یک هدیه سلطنتی بود. یکی از برنامه‌های جشن نمایش کمدی محلی بود که «لیکای» نامیده می‌شد مسابقه شمشیربازی نیز در نظر نیز گرفته شده بود رینگ بوکس در مقابل تخت پادشاه بر پا شده بود. در طول روز اول جشن یک بوکسور برمه‌ای برای نشان دادن علاقه و احترام خود به پادشاه بر یک موای‌تای کار تایلندی پیروز شد. داور مسابقه هنگامی که موای‌تای‌کار تایلندی وارد رینگ شد، او را با نام «نای خانوم توم» معرفی کرد، یک بوکسور مشهور و نیرومند اهل آیوتایا تماشاچی‌ها یک مبارز قوی تیره پوست را مشاهده کردند در بین تماشاچی‌های برمه ای یک گروه از برده‌های تایلندی بودند که به هم نگاه می‌کردند و برای او هورا می‌کشیدند به محض اینکه او با مبارزی روبرو می‌شد در برابر او شروع به رقص می‌کردند که باعث حیرت تماشاچی‌های برمه ای می‌شد.

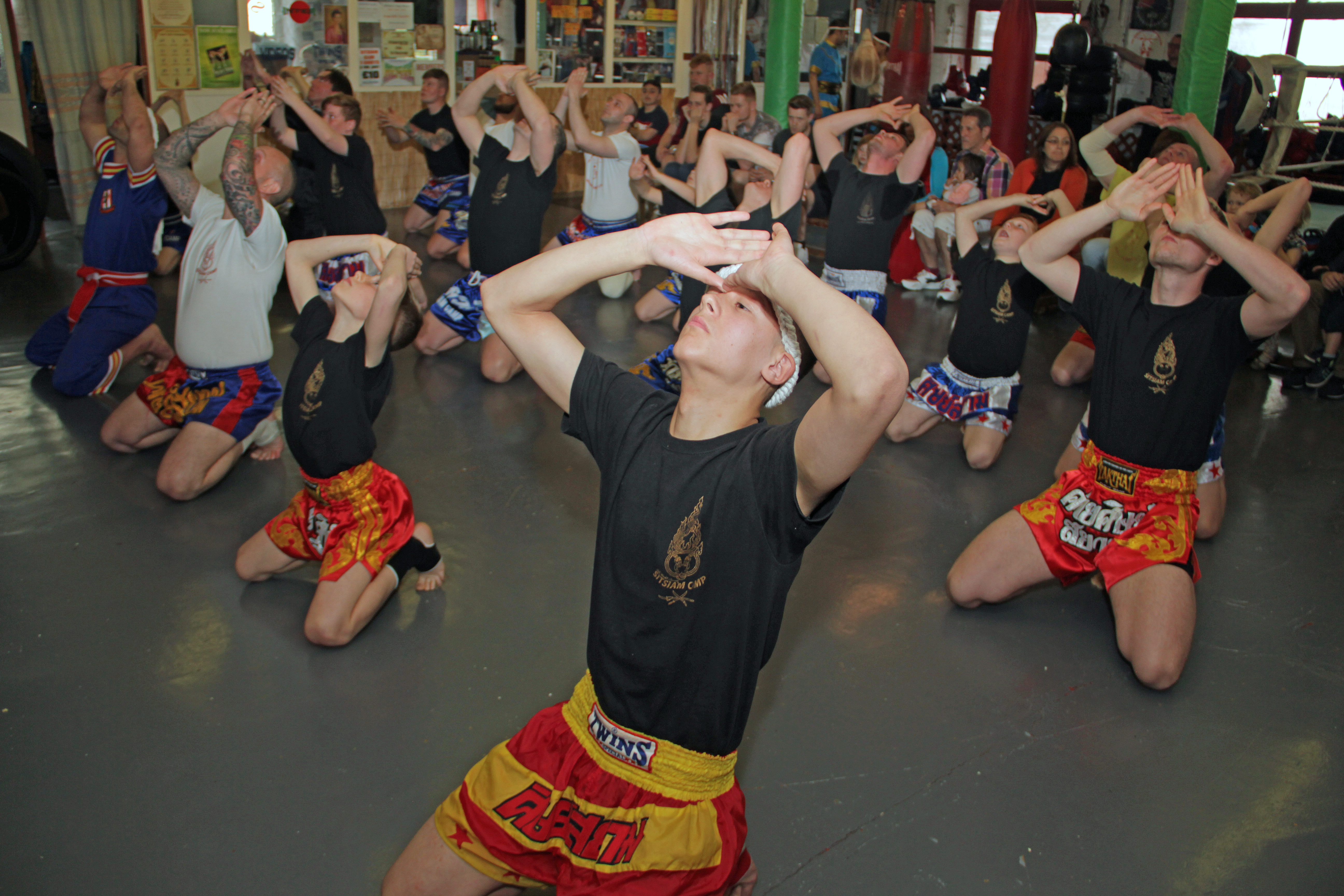
بوکسورهای تایلندی در حال اجرای رقص آیینی در اردوگاه «سیتسیام»

داور بعد توضیح داد که این رقص نوعی رسم سنتی است که مبارز برای احترام به مربی خود آن را اجرا می‌کند. هنگامی که علامت شروع مسابقه به صدا درآمد نای خانوم توم به سوی حریف خود حمله کرد و با مشت و ضربات آرنج به سینه او می‌کوبید تا زمانی که او بر زمین افتاد داور به خاطر اینکه حریف او هنوز به خاطر رقص سنتی تایلندی مبهوت بود او را برنده اعلام نکرد به همین دلیل او مجبور شد تا با نه بوکسور برمه‌ای دیگر مبارزه کند این تصمیم سایر بوکسورهای برمه ای را واداشت تا داوطلبانه با «نای خانوم توم» برای شکست او اقدام کنند.
نای خانوم توم قبول کرد تا برای حفظ اعتبار بوکس تایلندی با سایر بوکسورهای برمه‌ای مبارزه کند آخرین حریف او یک استاد بوکس بود که در واقع برای تماشای فستیوال به این شهر آمده بود و بنابراین او داوطلبانه اقدام به مبارزه کرد اما خیلی زود به وسیله ضربات مشت و آرنج «نای خانوم توم» از پا درآمد به طوری که دیگر کسی جرأت نکرد با او مبارزه کند. سرانجام پادشاه مانگرا که خیلی مجذوب مبارزه او شد بود. او را با هدایای مختلف به کشورش تایلند بازگردانید. در تاریخ از او به عنوان اولین موای‌تای کار تایلندی یاد می‌شد که توانست با افتخار بوکس تایلندی را معروف کند و به آن در خارج از مرزهای تایلند اعتبار و شهرت ببخشد طوریکه این داستان تا به امروز در تاریخ کشور برمه حفظ شده‌است هنگامی که «نای خانوم توم» قبل از پادشاه مانگرا توانست بر مبارز برمه ای غلبه کند پادشاه پر از احساس تحسین و احترام نسبت به او بود و می‌گفت که این نوع مبارزه و ورزش با خون تایلندی‌ها آمیخته‌است حتی اگر بدون اسلحه و با دست خالی و به تنهایی می‌توانند حریفان خود را شکست دهند و استعداد آن‌ها نیز جادویست؛ بنابراین اعتبار و شهرت موای‌تای بدین گونه به وجود آمد.
هیچ بوکس دیگری مانند بوکس تایلندی وجود ندارد. زانوها، پاها، آرنج‌ها و مشت‌ها از همه این‌ها استفاده می‌شود؛ و مهم نیست که بوکسور چقدر کوچک است او هر گز شکست نمی‌خورد. همه نه بوکسور برمه ای توسط یک بوکسور تایلندی شکست خوردند.
مشهورتر از نام «نای خانوم توم» وجود ندارد. اگر چه او مرده اما شهرت و آوازه او زنده است. ما و همه کسانی که بعد از او متولد شده‌اند او را به خوبی می‌شناسند. او برای ملت تایلند و بزرگ‌تر از آن برای تمامی ورزشکاران موای‌تای یک افتخاراست.

## دوازده قانون مقدس موای‌تای

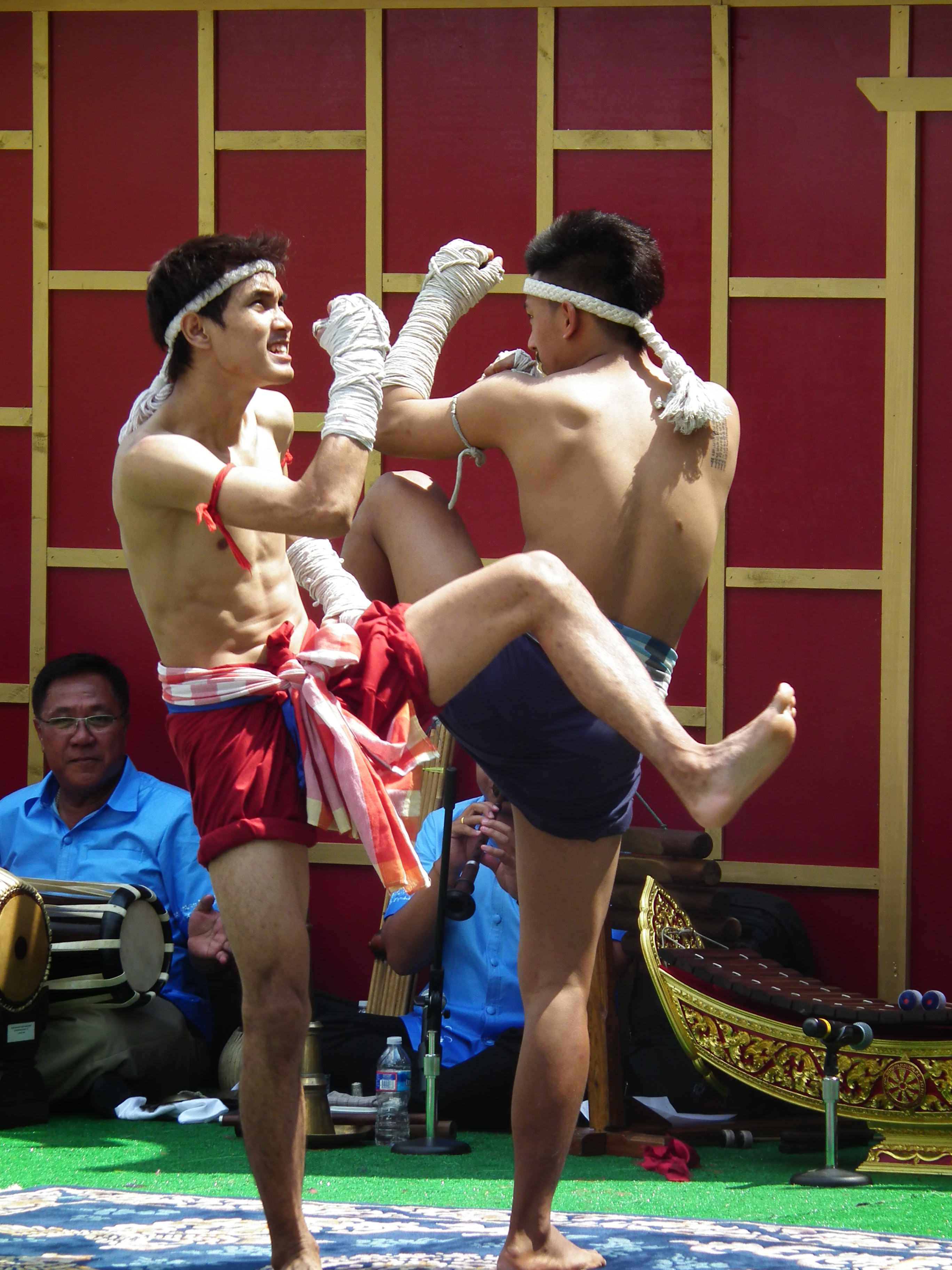
نوع پوشش سنتی موای‌تای

1. به جای انتقاد از جامعه برای کمک به جامعه به پا خیزید.
2. مؤدب، متواضع و فروتن باشید.
3. در مورد تمرینات خود در این ورزش خودستایی نکنید.
4. میهن دوست باشید و از کشورتان با احترام صحبت کنید
5. با دیگران و خودتان صادق باشید.
6. در اجرای تمرینات سخت کوش باشید و در حرفه خود از کار، حتی کارهای سخت روگردان نباشید و همیشه آرامش خود را حفظ کنید.
7. در افکار و عقاید خود مثبت و سازنده.
8. در قضاوت تیز نظر باشید و اصول اخلاقی را رعایت کنید.
9. خوش قولی، احترام و یک رنگی را نسبت به سایر ورزشکاران، همکاران و دوستان رعایت کنید.
10. سعی کنید منظم و صحیح العمل باشید و بیمار گونه در رؤیای موفقیت فرونروید.
11. به قوانین احترام بگذارید.
12. درحین مسابقه از برتری به حریف به طرز ناجوانمردانه استفاده نکنید.[۵]

## المپیک
جدول زمانی فدراسیون جهانی موای‌تای آماتور (IFMA) در به رسمیت شناختن توسط کمیته بین‌المللی المپیک (IOC):
۱۹۹۲ - تأسیس فدراسیون جهانی موای‌تای آماتور (IFMA)
۲۰۱۲ - درخواست رسمی برای به رسمیت شناختن میته بین‌المللی المپیک (IOC)
۲۰۱۶ - دریافت اولین تأیید
۲۰۱۷ - موای‌تای در بازی‌های جهانی گنجانده شده‌است.
۲۰۲۱ - در ۱۰ ژوئن، هیئت مدیره کمیته بین‌المللی المپیک (IOC) در مورد تأیید کامل فدراسیون جهانی موای‌تای آماتور (IFMA) در سیصد و هشتمین مجمع عمومی کمیته بین‌المللی المپیک (IOC) در توکیو توافق‌کرد.
۲۰۲۱ - در ۲۰ ژوئیه، مجمع عمومی کمیته بین‌المللی المپیک (IOC) به فدراسیون جهانی موای‌تای آماتور (IFMA) و مویته رسمیت کامل داد.

## موی‌تای در ایران
ورزش موای تای توسط محمدآقا توحیدی در سال ۱۳۶۹ در باشگاه تهران جوان واقع در خیابان مجاهدین اسلام با تشکیل کلاس‌های آموزش آن بنیان‌گذاری گردید و در سال ۱۳۷۳ در فدراسیون ورزش‌های رزمی به ثبت رسید. ریاست سبک به حمداله عبادتی واگذار گردید؛ سپس در سال ۱۳۸۹ توسط جواد نصیری به سطح انجمن موی‌تای ارتقاء یافت و در فدراسیون انجمن‌های ورزشی فعالیت نمود.
برگزاری مسابقات جام ریاست جمهوری در سال ۱۳۹۰ با حضور ۳۰ کشور در ایران، در جزیره کیش برای اولین بار برگزار گردید. برگزاری مسابقات جام ریاست جمهوری در سال ۱۳۹۱ با حضور ۷۰ کشور در ایران در تهران برای اولین بار برگزار گردید.
برگزاری دوره‌های بین‌المللی مربیگری و داوری در ایران در تهران برای اولین بار برگزار شد. انجمن موی‌تای تنها متولی رسمی و قانونی در ایران می‌باشد که زیر نظر فدراسیون انجمن‌های ورزشی فعالیت می‌نمود. اعزام تیم ملی بانوان با حجاب اسلامی برای اولین بار در سال ۱۳۹۱ نیز قابل توجه بود.
پس از چند سال تنش و انتقال انجمن موی‌تای از فدراسیون انجمن‌های ورزشی به فدراسیون انجمن‌های رزمی، در تاریخ ۲۰/۰۲/۱۴۰۱ فرید نقدی را به سمت رئیس انجمن موی‌تای ایران منصوب کرد. اما فدراسیون بین‌المللی انجمن‌های موی‌تای IFMA که تنها نهاد موی‌تای عضو کمیته بین‌المللی المپیک (IOC) می‌باشد، این جابجایی‌ها و انتصاب را مغایر با قوانین بین‌الملل و مردود دانست که به پشتوانه آن جواد نصیری به عنوان نماینده رسمی این فدراسیون به ایران معرفی و پس از سه سال تلاش در سال ۱۴۰۲ نجمن موی‌تای ایران به‌طور مستقل زیر پوشش وزارت ورزش و جوانان کار خود را آغاز نمود.